# Burg Emden
Die Burg Emden war von 1464 bis 1595 die Residenz der ostfriesischen Grafen- und Fürstenfamilie Cirksena. Sie lag am westlichen Rand der ostfriesischen Stadt Emden.

## Geschichte
Die erste Burg wurde um 1300 von der Häuptlingsfamilie Abdena im Typus ostfriesischer Häuptlingsburgen, der noch heute am Steinhaus Bunderhee zu erkennen ist, in Emden angelegt. Vermutlich stand sie noch nicht am Ort des späteren Schlosses, sondern nördlich der Großen Kirche. Wohl erst gegen Ende des 14. Jahrhunderts wurde das erste Steinhaus an der Stelle des Schlosses errichtet. Hisko von Emden unterstützte – wie viele andere ostfriesische Häuptlinge – die Vitalienbrüder und gewährte ihnen in seinem Gebiet Unterkunft und einen Handelsplatz. Die von der Seeräuberei besonders betroffene Hanse entsandte daraufhin eine Strafexpedition nach Ostfriesland, woraufhin Hisko die Seiten wechselte und den Hansischen Truppen am 6. Mai 1400 die Stadt und die Burg Emden übergab, so aber seinen Häuptlingstitel retten konnte.
Mit der Burg in Emden hatte die Hanse eine Basis für weitere Operationen in Ostfriesland. Von Emden ausgehend ließ sie weitere Schlösser und Burgen erobern. Anschließend übergab die Hanse die Burg wieder an Hisko.
In den Auseinandersetzungen der ostfriesischen Häuptlinge gelang es Keno II. tom Brok im Jahre 1414, die Burg in Emden zu erobern. Hisko musste in das Gebiet der heutigen Niederlande fliehen und konnte erst nach dem Sturz des letzten tom Brok, Ocko II., in seine Heimatstadt zurückkehren, wo er kurz darauf verstarb.
Letzter Besitzer der Burg aus dem Hause Abdena war Hiskos Sohn Imel. Er trat in heftige Konkurrenz zur aufstrebenden späteren Grafen- und Fürstenfamilie Cirksena und unterstützte zudem die Vitalienbrüder. Die aufstrebenden Cirksena witterten ihre Chance und verbanden sich 1433 selbstständig mit der Stadt Hamburg. Diese wollte der ostfriesischen Duldung der Seeräuber ein für alle Mal ein Ende bereiten und setzte daher auf einen starken Souverän in Ostfriesland. Mit Hilfe der Hanse eroberten die Cirksena 1433 Stadt und Burg Emden, wo eine Hansische Garnison eingerichtet wurde. 1439 zog diese Garnison wieder ab und die Burg wurde an die Cirksena übergeben. 1458 ließ Ulrich Cirksena das Turmhaus des 14. Jahrhunderts um einen Saalbau als Nordostflügel erweitern.
Ulrich wurde 1464 von Kaiser Friedrich III. mit der Grafenwürde über Ostfriesland belehnt. Die feierliche Zeremonie fand im heute nicht mehr existierenden Franziskanerkloster in Emden statt. Ulrich I. von Ostfriesland, wie er fortan hieß, machte die Emder Burg im Anschluss zu seiner Residenz. 1613 wurde mit dem Bau eines neuen repräsentativen Wohngebäudes, wohl im Südteil der Burg, begonnen.

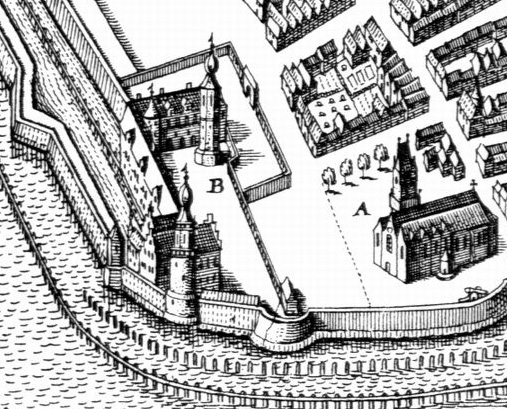
Die Burg nach der Emder Revolution ohne die stadtzugewandten Befestigungsanlagen. Rechts im Bild die Große Kirche

Während der Emder Revolution stürmten Bürger der Stadt die Burg am 19. April 1595 und schleiften sie auf der stadtwärtigen Seite. Graf Edzard II. verlegte seine Residenz anschließend gezwungenermaßen nach Aurich.
Nach dem Tod des letzten einheimischen Herrschers, Carl Edzard, fiel Ostfriesland an das Königreich Preußen, das den Abbruch der allermeisten Burgen in Ostfriesland anordnete, da es für sie keinerlei Verwendung mehr gab. So wurde zunächst 1755 der 1580 errichtete Turm und 1765 die übrigen Gebäude abgerissen. An ihrer Stelle ließen die Preußen Kasernen errichten.

## Beschreibung
Die Burg bestand aus zwei Teilen. Die "Alte Burg" im Norden setzte sich aus dem Turmhaus des 14. Jahrhunderts Nordflügel von 16 × 10 m Größe und dem Saalbau von 1458 mit den Maßen von 27 × 10 m zusammen. Der 1580 errichtete Turm besitzt auf dem Stich von Matthäus Merian Sechseckform und steht frei vor dem Nordflügel. Ein Treppenturm nimmt den Winkel zwischen beiden Flügeln ein. Den südlichen Abschluss des Westflügels bildet ein zweiteiliger Querbau. Auf der Südwestseite ragen zwei halbrunde Bastionen in die Ems, in der westlichen steht zusätzlich ein Flankierungsturm. Der gesamte Komplex ist von einer Mauer mit einem einfachen Tor umgeben. 1575 war auf einer anderen bildlichen Darstellung die Burg noch von einem breiten Wassergraben umgeben. Der freistehende Turm war noch nicht vorhanden, dafür bildete ein quadratischer Turm den Ostabschluss des Nordflügels. Die Bebauung im Südwestteil der Burg war noch wesentlich kleinteiliger entwickelt als in dem Stich von Merian, der Flankierungsturm fehlte noch.